# Ambroży Mieroszewski

Ambroży Mieroszewski (1802–84) var en polsk maler; han var den første til at portrættere den polsk-franske komponist Frédéric Chopin.

## Arbejde og værker
Mieroszewski arbejdede i Warszawa i Kongrespolen.
Hans værker indbefatter portrætter af Frédéric Chopin (det tidligste kendte portræt af ham og tilmed et af de mest overbevisende); Frédéric Chopins forældre, Nicolas Chopin (1771-1844) og Justyna Chopin, født Krzyżanowska (død 1861, 81 år gammel); og hans storesøster Ludwika og lillesøster Izabela. Samme år malede Mieroszewski et portræt af Frédéric Chopins første professionelle klaverlærer, Wojciech Żywny.
Alle seks portrætter tilhørte Laura Ciechomska fra Warszawa, da de gik tabt i de første dage af 2. Verdenskrig i september 1939. Kun sort-hvid-fotografier af portrætterne er bevaret, men der er blevet gjort forsøg på at lave farvelagte rekonstruktioner – først af portrættet af Frédéric Chopin i 1968 af Anna Chamiec; siden af portrætterne af de øvrige medlemmer af familien Chopin i 1969 af Jan Zamoyski; og sidst af Wojciech Żywnys portræt i 1969 af Jadwiga Kunicka-Bogacka.
- Nicolas Chopin
- Justyna Chopin
- Ludwika Chopin, gift Jędrzejewicz
- Frédéric Chopin
- Izabela Chopin

De fem portrætter fra 1829 af de overlevende medlemmer af familien Chopin (det yngste barn, Emilia, var død af tuberkulose som 14-årig i 1827) blev malet omtrent et år før Frédéric Chopins definitive afrejse fra Polen i november 1830.
I 1913 skrev den franske musikforsker og Chopin-biograf Édouard Ganche, at portrættet af Chopin forestillede ”en yngling truet af tuberkulose. Hans hud er bleg, hans adamsæble er fremtrædende, kinderne indsunkne, selv hans ører bærer præg af tuberkulose.”  Chopins lillesøster Emilia var allerede død af tuberkulose i en alder af 14 år, og også deres far skulle senere dø af sygdommen i 1844.